# وانگ رویجی
وانگ رویجی (انگلیسی: Wang Ruiji؛ زادهٔ ۱۷ فوریهٔ ۱۹۵۷)  شمشیرباز اهل چین بود. وی در بازی‌های المپیک تابستانی ۱۹۸۴ و ۱۹۸۸ شرکت کرده‌است.